# Nele Karajlić
Nenad Janković, également dit Nelle Karajlić, Nele Karajlic ou Dr Karajlić (né le 11 décembre 1962 à Sarajevo), est un auteur-compositeur-interprète, acteur et réalisateur bosnien.
Il est le fondateur du groupe de musique yougoslave Zabranjeno pušenje. Ce groupe est devenu par la suite le No Smoking Orchestra, dans lequel joue également Emir Kusturica.